# Standard (Alberta)
Standard è un villaggio del Canada, situato nella provincia dell'Alberta, nella divisione No. 5.